# Gelatiklooster
Het Klooster van Gelati (Georgisch: გელათი) of het Klooster van de Maagd in Gelati is een klooster nabij de stad Koetaisi in het westen van Georgië.
Het oosters-orthodoxe klooster werd in 1106 gebouwd door de Koning van Georgië, David de Bouwer (1089-1125) en was een van de belangrijkste culturele en onderwijskundige centra van het oude Georgië. Aan de academie werkten de beste Georgische wetenschappers, theologen en filosofen.
In het klooster zijn nog steeds vele muurschilderingen en manuscripten te zien uit de middeleeuwen. Koning David de Bouwer en andere vorsten liggen in het klooster begraven.
In 1994 werd het klooster samen met de Bagratikathedraal in Koetaisi door UNESCO tot werelderfgoed verklaard in een gekoppelde lijstopname. In 2017 werd de kathedraal tijdens de 41e sessie van de Commissie voor het Werelderfgoed geschrapt van de Werelderfgoedlijst omdat de grote reconstructie volgens UNESCO schadelijk was voor haar integriteit en authenticiteit. Het Gelatiklooster bleef wel op de lijst staan.

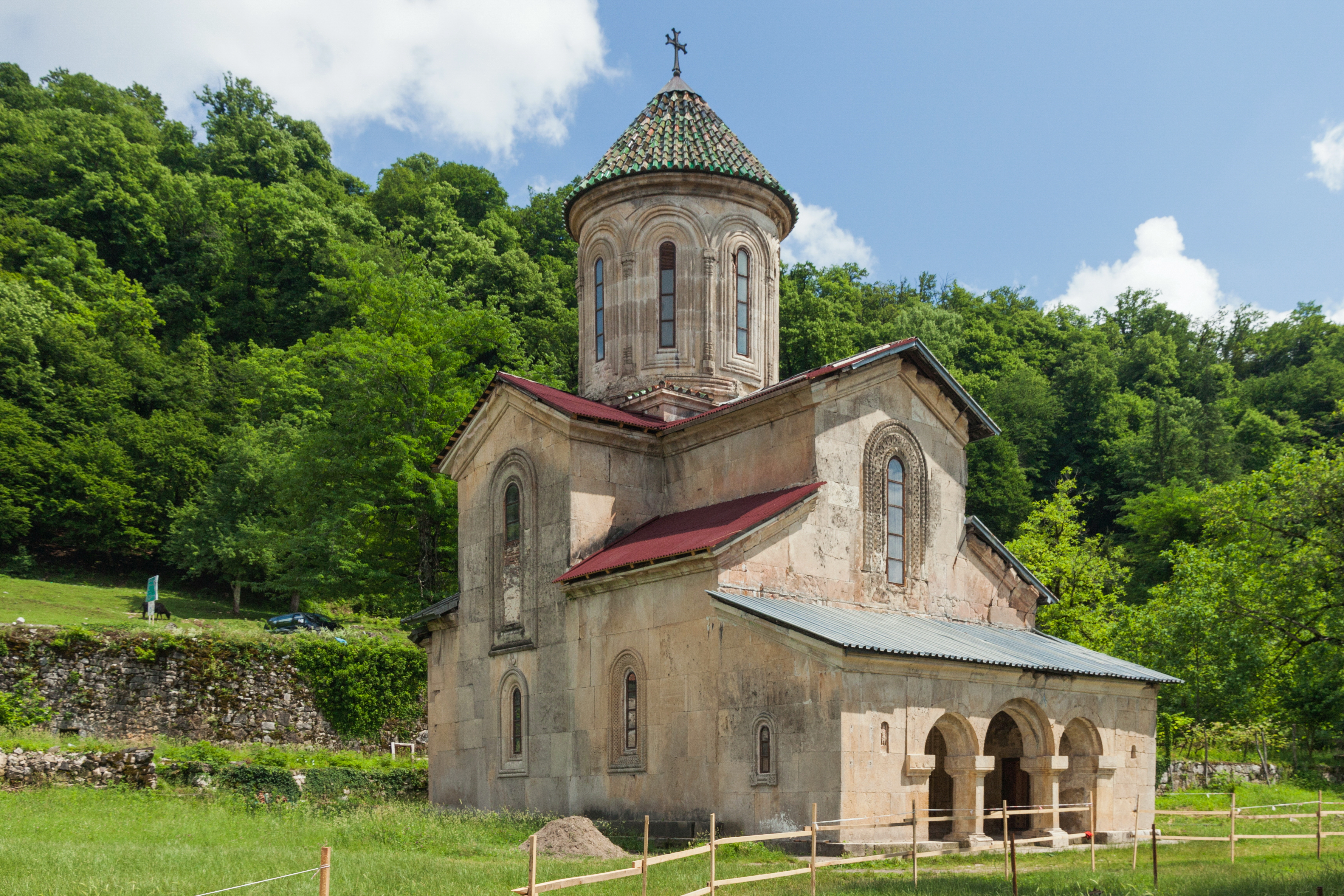
Heilige Georgius kerk
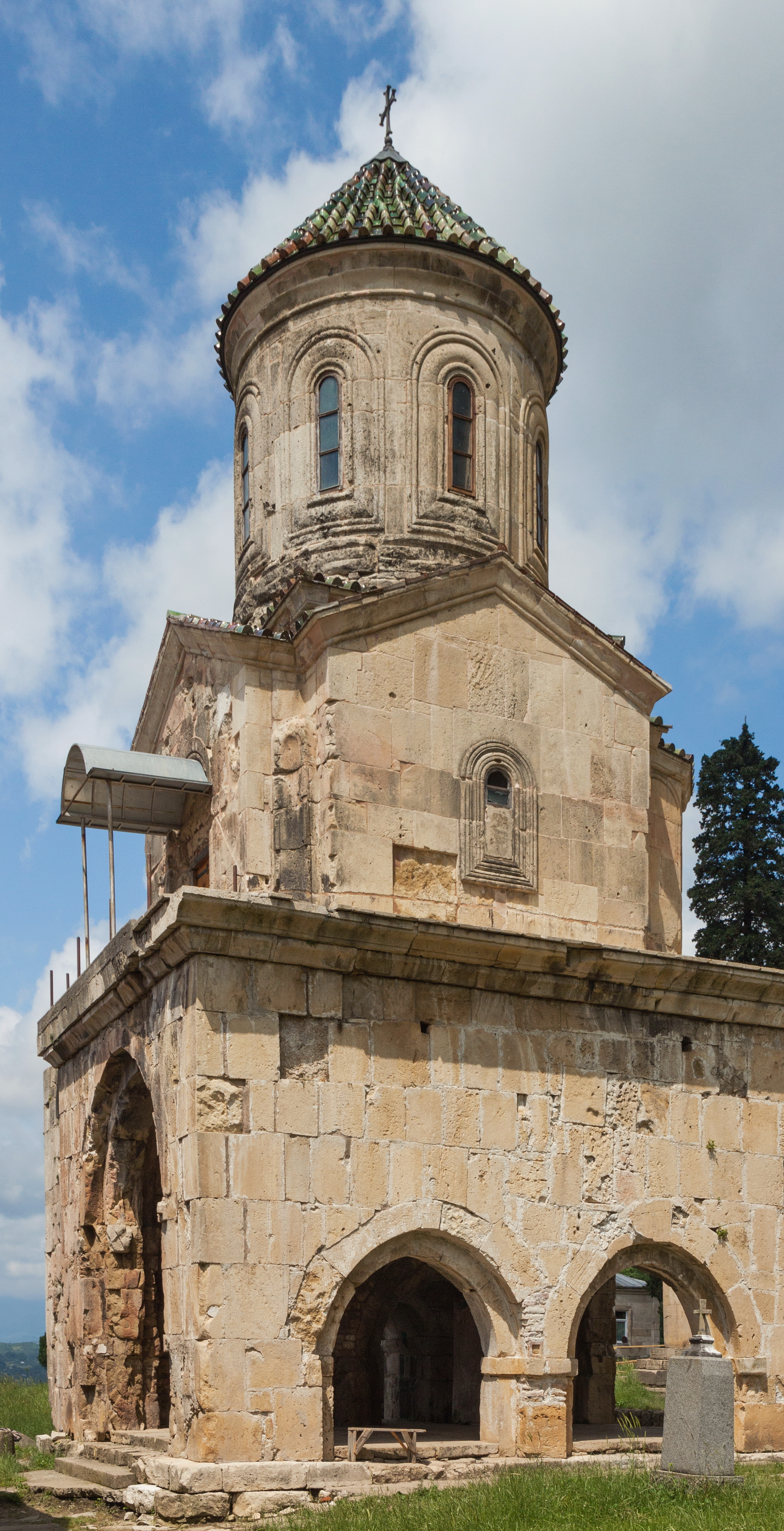
Heilige Nicolaas kerk
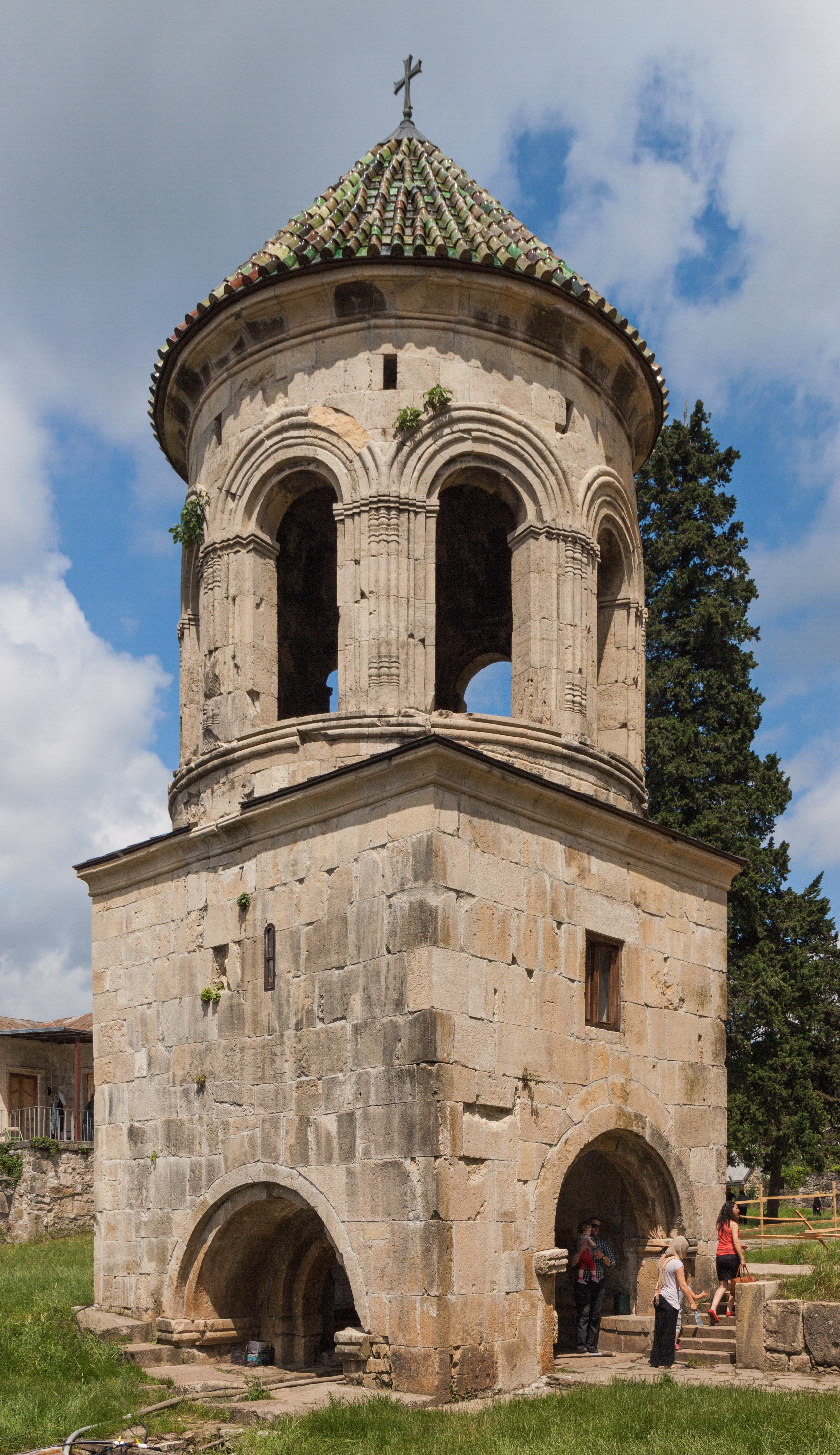
Klokkentoren
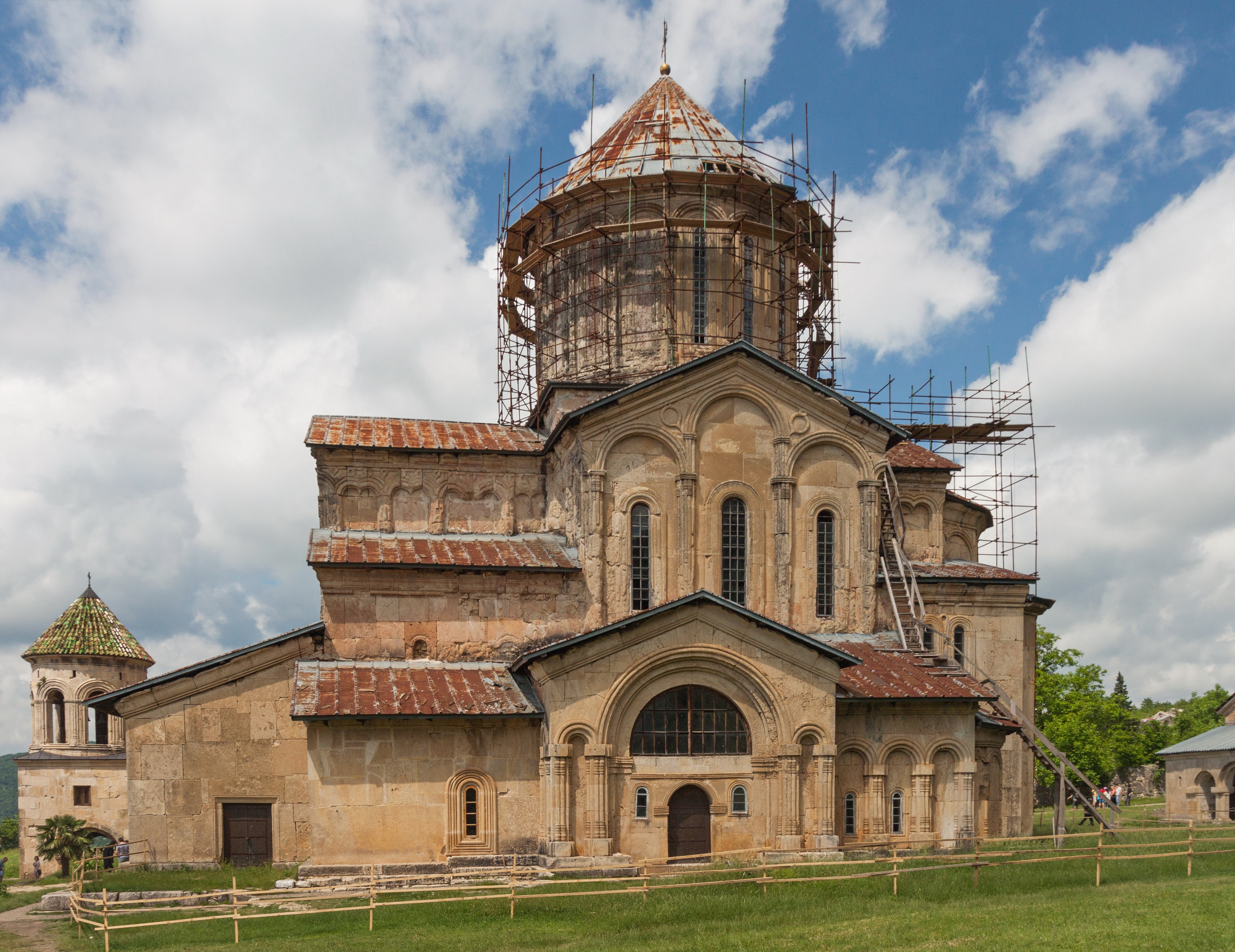
Kathedraal van de Geboorte van de Moeder Gods
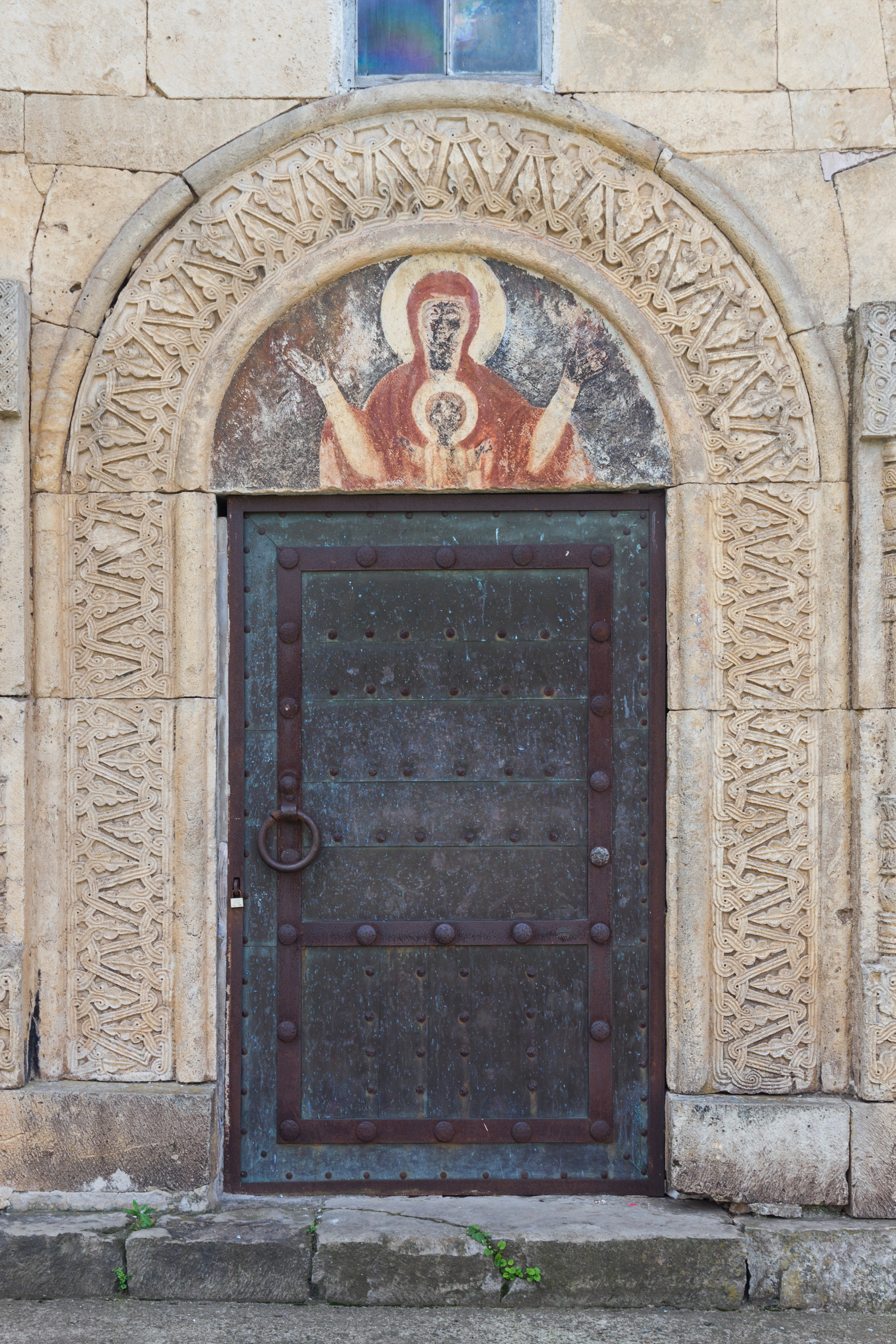
Portaal in de kathedraal
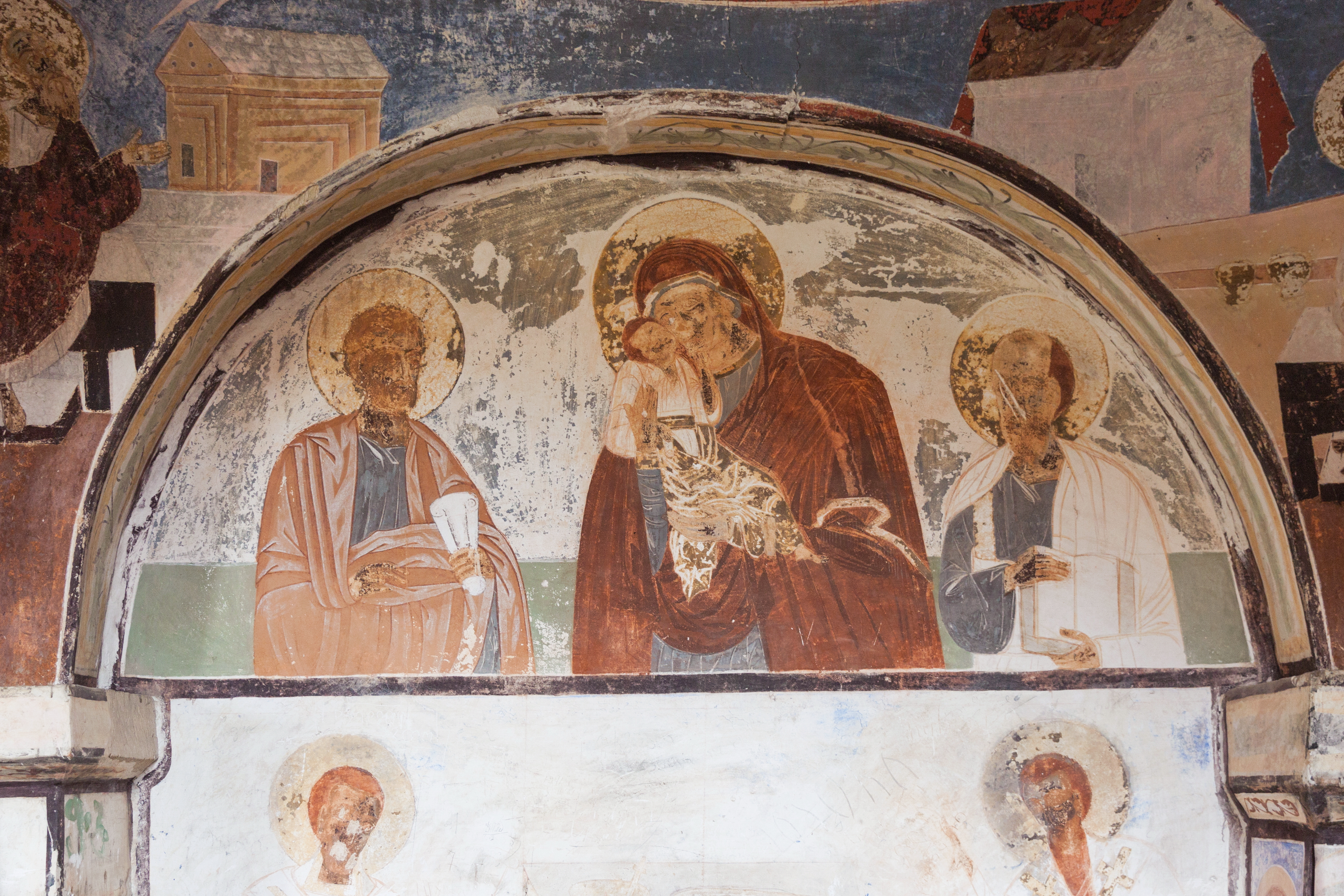
Fresco's in de kathedraal
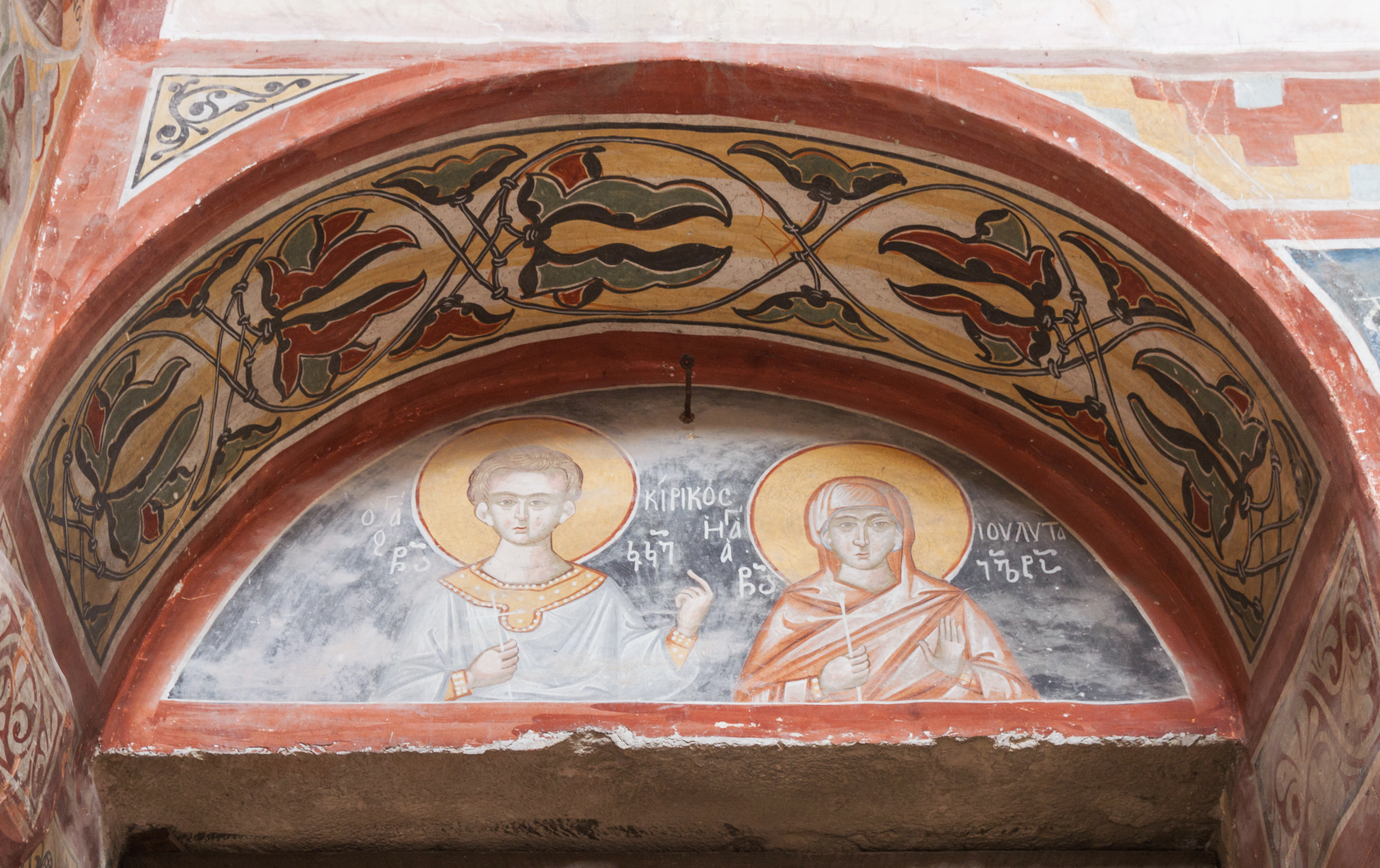
Fresco's in de kathedraal

- Library of Congress Control Number: n85175347
- Nationale Bibliotheek van Tsjechië: kn20130121004
- Nationale Bibliotheek van Israël: 987007342988405171
- Système universitaire de documentation: 194469875
- Virtual International Authority File: 294613807